# Деменское (Вологодская область)
Деменское — деревня в Шекснинском районе Вологодской области.
Входит в состав сельского поселения Никольского, с точки зрения административно-территориального деления — в Никольский сельсовет.
Расстояние по автодороге до районного центра Шексны — 2,4 км, до центра муниципального образования Прогресса — 1,4 км. Ближайшие населённые пункты — Чагино, Братовец, Костинское, Прогресс, Тарканово.
По переписи 2002 года население — 21 человек (10 мужчин, 11 женщин). Всё население — русские.